# Орто-Токой (Джалал-Абадская область)
Орто-Токой (кирг. Орто-Токой) — село в Ала-Букинском районе Джалал-Абадской области Кыргызстана. Входит в состав Оруктунского айылного аймака.

## География
Село расположено в юго-западной части области, на северном берегу Касан-Сайского водохранилища, на расстоянии приблизительно 4 километров (по прямой) к юго-западу от села Ала-Бука, административного центра района. Абсолютная высота — 1140 метров над уровнем моря.

## Население
Согласно оценочным данным Национального статистического комитета Кыргызской Республики, численность населения села на начало 2023 года составляла 959 человек.
| год     | 2009 | 2014 | 2015 | 2020 | 2021 | 2023 |
| ------- | ---- | ---- | ---- | ---- | ---- | ---- |
| человек | 629  | 624  | 744  | 862  | 880  | 959  |